# Lâu đài Ćmielów

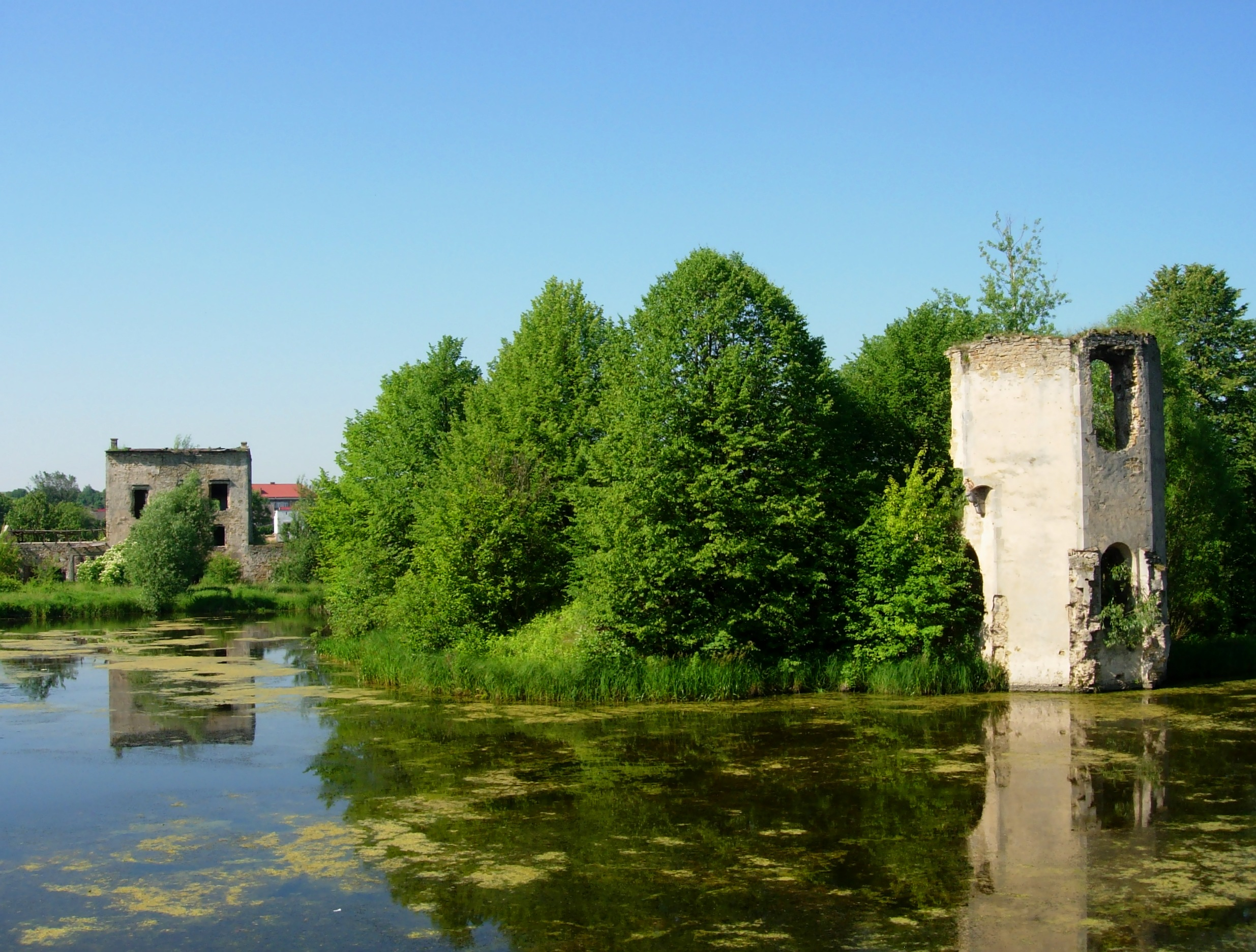
Lâu đài Ćmielów

Lâu đài Ćmielów ( tiếng Ba Lan: Zamek w Ćmielowie) là một lâu đài đổ nát ở Ćmielów, Ba Lan . Nó xuất hiện trong các tài liệu vào năm 1388, nhưng thay vào đó chúng liên quan đến pháo đài ở Podgrodzie gần đó. Các tàn tích hiện có là phần còn lại của một lâu đài được xây dựng trong những năm 1519-1531 bởi Krzysztof Szydłowiecki .
Lâu đài bao gồm hai phần, lâu đài chính được đầu tư trên đảo và phường từ tháp cổng phía nam. Có hai tòa nhà dân cư kết nối với nhà nguyện của lâu đài. Nhà nguyện bao gồm một gian giữa và một lăng mộ nằm dưới tầng hầm, với khu nhà nằm ở phía trên nó. Trên cổng được đặt một bảng thành lập từ năm 1531. Lâu đài thuộc về các gia đình Tarnowski, Ostrogski Vishnyevetskis, Sanguszko và Malachowski. Năm 1657, nó bị người Thụy Điển chinh phục, và năm 1702 lâu đài bị phá hủy một phần. Khoảng năm 1800, khu vực này được chuyển đổi thành nhà máy bia. Các mảnh vỡ của các bức tường vẫn còn, bao gồm các bức tường của tháp cổng kết nối với nhà ngoài. Dấu vết của các pháo đài hiện nay vẫn còn tồn tại, ngoại trừ một phần, nằm ở phía đông nam của lâu đài, đã bị phá hủy hoàn toàn.